# Li Jie (Fußballspielerin)
Li Jie (chinesisch 李潔 / 李洁, Pinyin Lǐ Jié; * 8. Juli 1979 in Peking) ist eine ehemalige chinesische Fußballspielerin. Laut einigen Quellen wird sie mit 220 Einsätzen für die chinesische Nationalmannschaft als Rekordnationalspielerin ausgewiesen. Andere Quellen weisen sie wiederum nur mit 200 Einsätzen aus, womit Pu Wei diesen Titel innehätte.

## Karriere
Mit der chinesischen A-Nationalmannschaft nahm sie an der Weltmeisterschaft 2003 teil, bei der sie mit ihrer Mannschaft das Viertelfinale erreichte. Ein Jahr später stand sie dann auch im Kader der Mannschaft bei den Olympischen Spielen 2004; hier schied sie mit ihrer Mannschaft bereits in der Vorrunde aus. Auch bei der Ostasienmeisterschaft 2005 war sie beteiligt, konnte hier aber auch nur mit ihrer Mannschaft den letzten Platz einnehmen. Bei ihrer zweiten WM-Teilnahme im Jahr 2007 kam sie mit ihrem Team erneut nicht über das Viertelfinale hinaus. Ihr letztes Turnier waren dann die Olympischen Spiele 2008, hier lief es für sie und ihre Mannschaft besser als bei der letzten Teilnahme und man erreichte zumindest das Viertelfinale. Danach beendete sie dann auch ihre Karriere.